# Boophis madagascariensis
Boophis madagascariensis (Peters, 1874) è una rana della famiglia Mantellidae, endemica del Madagascar.

## Distribuzione e habitat
La specie è relativamente comune in molte località nel Madagascar orientale, ma anche sulla Montagna d'Ambra, nel Madagascar settentrionale e ad Ambohitantely, nel Madagascar centrale. Vive ad altitudini comprese tra il livello del mare e i 1.700 m.